# Dimitar Pop Georgiew Berowski

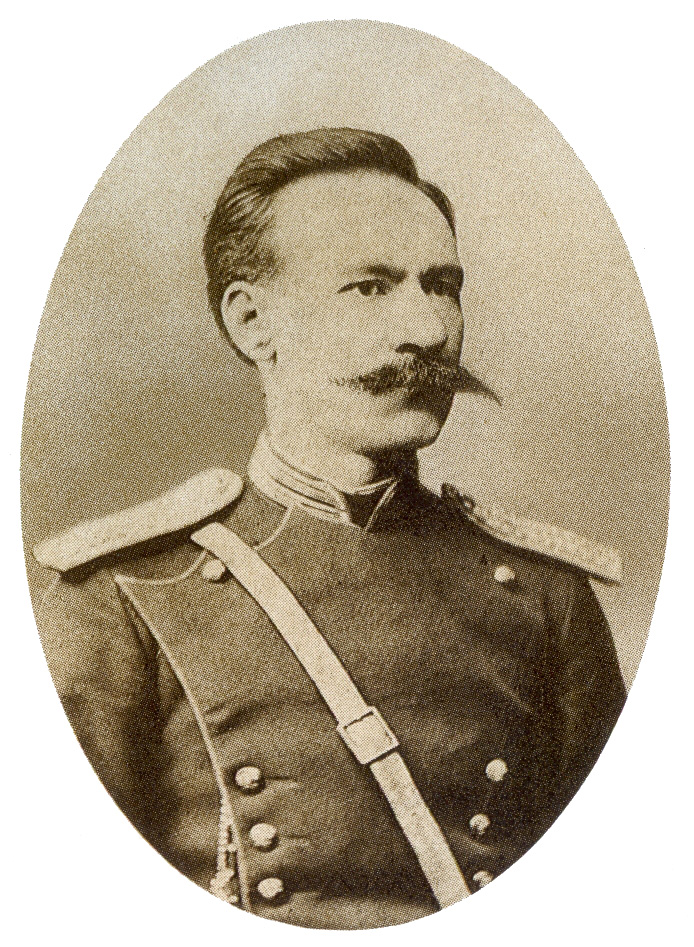

Dimitar Pop Georgiew Berowski, (bułg. Димитър Попгеоргиев Беровски, mac. Димитар Попѓоргиев Беровски, ur. 1840 w Berowie, zm. 19 grudnia 1907 w Dolnej Graszticy) – bułgarski działacz niepodległościowy. Organizator i dowódca powstania razłowieckiego. Brał udział w wojnie serbsko-bułgarskiej, za którą został wyróżniony bułgarskim Orderem Waleczności.
Studiował w Odessie, gdzie poznał Georgi Savę Rakovskiego i znalazł się pod jego wpływem. Później Berovski brał udział w legionie bułgarskim w Belgradzie. Następnie pracował jako bułgarski nauczyciel w Macedonii.